# メルボルン市電Y1形電車
Y1形は、かつてオーストラリア・メルボルンの路面電車のメルボルン市電に在籍した電車である。

## 概要
1930年にメルボルン都市圏路面電車委員会（MMTB）のプレストン工場（Preston Workshops）で生産された、両運転台の路面電車車両。1910年代にアメリカ合衆国で開発されたピーター・ウィット・カーと呼ばれる扉配置が採用されており、乗車方式は左側の扉から乗車し中央の扉から降車する「前乗り・後降り」であった。これにより、車掌を介さず運転士が運賃の徴収を行うワンマン運転が可能となっていた。
この扉配置を含め、基本的な構造はピーター・ウィット・カーの試作車であるY形に基づいていたが、以下のような変更点が存在した。
- 台車の変更 - 製造当初Y1形に用いられた9A台車（No 9A）は、乗り心地の向上や騒音抑制を目的に従来の車両から車輪の直径が拡大した。ただしその影響で車内には段差が生じていた。
- 前面窓の傾斜 - Y1形は前面窓に傾斜が設けられており、運転台に差し込む日光を抑制する効果が得られた。

計画当初は14両（610 - 623）を導入する予定であったが、世界恐慌の影響に加えてワンマン運転に対する労働組合からの反対もあり、実際に導入されたのは4両（610 - 613）に留まった。営業運転開始当初は1930年代当時存在した観光用系統に使用され、以降は他系統で使用された。系統の整理に伴い1965年に営業運転を離脱して以降も運転士用の訓練車として1990年代まで使用されたほか、予備車として車両不足時には営業運転への一時的な投入も実施された。
2023年時点でも4両全車が現存しており、オーストラリア各地の博物館や団体による保存が実施されている。
- 610 - ベンディゴ・トラムウェイズ（英語版）（ベンディゴ）で動態保存[3]。
- 611 - シドニー路面電車博物館（英語版）（シドニー）で動態保存[5]。
- 612 - ビクトリア州路面電車博物館協会（英語版）が収蔵[2]。
- 613 - ビクトラック（英語版）によりメルボルン市電の車庫に保存[1]。

## その他
Y1形のうち、613については1933年2月 - 5月の間にビクトリア鉄道が所有していた路面電車路線への貸し出しが実施された。これはワンマン運転に適したピーター・ウィット・カーの導入に関する試験を目的としたもので、その成果をもとにビクトリア鉄道の路面電車車両のうち2両がY1形と同様の扉配置に改造されている。